# 硫代磷酰碘
硫代磷酰碘是一种无机化合物，化学式为PSI
3。

## 制备
硫代磷酰碘可由三碘化磷和硫在二硫化碳中于10–15 °C的黑暗中反应得到。
若以碘化锂和硫代磷酰溴反应，只能得到混合卤化物PSBr
2I及PSBrI
2。